# Lipník (okres Třebíč)
Obec Lipník (německy Lipnik, Lipník u Hrotovic) se nachází v okrese Třebíč v Kraji Vysočina. Žije zde 428 obyvatel.
Sousedními obcemi sídla jsou Ostašov, Zárubice, Dolní Vilémovice, Myslibořice, Jaroměřice nad Rokytnou a Klučov.

## Geografie
Ze severu k jihu přes území obce prochází silnice II/401 z Dolních Vilémovic do Boňova, ze západu na východ pak silnice z Ostašova do Zárubic, ze severozápadu do zastavěného území obce vede silnice z Klučova přes Dvůr Lhota, podél severní hranice obce vede užitková silnice spojující silnici II/401 a Dvůr Lhota. Ze severu k východu prochází z Klučova do Zárubic cyklostezka 401, z této cyklostezky ze zastavěného území obce pak vychází jižně cyklostezka 481.
Většina území obce je využívána zemědělsky východní a jihozápadní část je pak mírně zalesněna, zalesněna je i oblast okolo kaskády rybníků západně od zastavěného území obce. U severní hranice území obce u Dvora Lhota se nachází areál zemědělského družstva, na východním okraji zastavěného území obce se nachází malý průmyslový areál a na severním okraji zastavěného území obce se nachází areál společnosti Medipos. 
Asi půl km severně od hranic území obce a od Dvoru Lhota pramení řeka Rouchovanka (jinak též Mocla), její prameniště se nachází v rybníku Machák, dále teče jižně přes rybník Nadýmák a Matouš (ty se nachází těsně za severní hranicí území obce) a pak teče dále jižně přes kaskádu rybníků Podtvrzník, Vápeník, Rekovec, Vyhlídka a Návesník, ze kterého teče řeka přes zastavěné území obce v podzemí, následně teče východně, kde u východního okraje území obce protéká velkým rybníkem Kopyto a následně teče východně, kde se u hranice obce do Rouchovanky vlévá nepojmenovaný potok, který protéká rybníkem Šefčík, Rouchovanka se pak po asi 20 km toku u Rešic vlévá do Rokytné. Těsně za západní hranicí území obce pramení nepojmenovaný potok, který protéká jižně od zastavěného území obce, protéká přes rybník Okrouhlík, dále přes Silniční a Nový rybník a pak se vlévá do rybníka Kopyto, kde se spojuje s Rouchovankou. Východní hranici obce tvoří nepojmenovaný potok, který pramení jižně od hranice obce a posléze protéká přes rybník Babka a vlévá se do rybníka Kopyto. Na jižním okraji území obce pramení nepojmenovaný potok, který se pak vlévá do Silničního rybníka. Část severní hranice obce tvoří nepojmenovaný potok, který se posléze vlévá do Rouchovanky. 
Většina území obce se nachází přibližně v 500 metrech nad mořem, území je z větší části rovinaté. Mírně se území zvyšuje nad údolím Rouchovanky nad rybníkem Kopyto. Jižně od území obce se nachází kopec Na Skalním (557 metrů), tato lokalita byla také jedním z míst, kde se uvažovalo o vybudování hlubinného úložiště pro radioaktivní odpad. 
Zastavěné území obce se nachází téměř uprostřed území obce, u kaskády rybníků východně od zastavěného území obce se nachází několik chat. Na severním okraji území obce se nachází Dvůr Lhota a velký zemědělský areál. Jižně od zastavěného území obce se u Nového rybníka nachází samota, západně od rybníka Kopyto se nacházel Kopytův mlýn. 
U Nového rybníka se nachází památný strom Lípa v Lipníku.

## Historie
První písemná zmínka o obci pochází z roku 1408, dle jiných zdrojů však existuje první zmínka v roce 1237, kdy měl Lipník existovat jako samostatný statek s tvrzí, na které sídlil Ctibor z Lipníka. V tu dobu v obci měl stát farní kostel. Ve 14. století měla ves patřit vladykům z Račic, ale v roce 1407 pak měl Jan z Lipníka prodat majetky ve vsi Michkovi z Lhoty. V roce 1446 byl opraven místní kostel. V roce 1480 byl Lipník odkoupen Jeníkem z Olbramovic a v roce 1535 pak patřil Lipník manželům Ludmile z Olbramovic a Janovi Hořickému z Hořic. Ti pak prodali Lipník, Lhotu, Klučov a Štěpánovice Václavovi Chroustenskému z Malovar a stal se tak součástí myslibořického panství.
Jeho syn Rafael Chroustenský z Malovar pak získal dědictvím myslibořické panství a připojil k němu v roce 1559 Měřín, jeho synové se pak podělili o majetky otce a myslibořické panství získal Petr Chroustenský z Malovar, v roce 1605 pak Myslibořice vlastnil Jan Rafael Chroustenský, ten se připojil ke vzbouření stavů a byl mu zkonfiskován majetek a myslibořické panství bylo prodáno v roce 1627 Jindřichovi z Náchoda, ten pak panství prodal v roce 1630 Karlovi Grynovi ze Styrcenberka a ten následně v roce 1637 prodal panství Ondřeji z Ostašova a pak získal panství Mikuláš z Ostašova a posléze Jan Baptista z Ostašova. Po něm získala panství jeho sestra Anna, soudil se s ní však její bratr Ondřej Křištof z Ostašova a majetky mu byly přiděleny, jeho synové pak v roce 1760 prodali panství Rudolfovi Chotkovi. V roce 1836 pak získal statek Jiří Šimon, ten pak v roce 1847 spojil panství hrotovické a myslibořické. Jeho dcera pak byla nucena prodat spojená panství Antonínu Dreherovi z Vídně.
Po bitvě na Bílé Hoře byla farnost v obci zrušena a obec byla přifařena do farnosti v Myslibořicích, ale až do roku 1704 žili myslibořičtí faráři v Lipníku, protože v Myslibořicích nebyla fara. V 17. století byl vytvořen nový vchod do kostela a původní zazděn. V roce 1793 byla v Lipníku postavena škola, do které chodily děti z Lipníka, Klučova a Ostašova.
Česká pošta v rámci programu Pošta Partner jednala v roce 2016 o zrušení pošty a jejím provozování třetí osobou. Roku 2019 byla vysázena druhá část lipové aleje nedaleko rybníka Silniční. V roce 2020 bylo rozhodnuto o úpravě jedné z nejsložitějších křižovatek v ČR, bude změněno silniční vedení kolem hráze rybníka. Křižovatka byla nově adaptována v roce 2023.
Obec Lipník v roce 1998 obdržela ocenění v soutěži Vesnice Vysočiny, konkrétně získala Modrou stuhu za společenský život.
Do roku 1849 patřil Lipník do myslibořického panství, od roku 1850 patřil do okresu Moravský Krumlov, pak v letech 1942–1945 do okresu Moravské Budějovice a pak od roku 1960 do okresu Třebíč.
| Rok            | 1869 | 1880 | 1890 | 1900 | 1910 | 1921 | 1930 | 1950 | 1961 | 1970 | 1980 | 1991 | 2001 |
| Počet obyvatel | 348  | 331  | 354  | 393  | 464  | 415  | 398  | 333  | 350  | 359  | 351  | 331  | 309  |

## Lokalita Na skalním a hlubinné úložiště
V těsném okolí obce se nachází tři rybníky, 2 km na jih od obce se tyčí vrch Na skalním (557 m n. m.). Nedaleko obce bylo vybráno v lokalitě Na Skalním místo pro možný sklad vyhořelého jaderného paliva, okolní obce s tímto nesouhlasily. Lokalita byla vytipována SÚRAO z oblasti o ploše kolem 40 km2 a byla zařazena do užšího výběru.
V září 2018 obec vyhlásila referendum o tom, zda občané souhlasí s výstavbou hlubinného úložiště jaderného odpadu na území obce. Referendum se konalo v říjnu 2018 při příležitosti voleb do zastupitelstev obcí, občané obce úložiště jaderného odpadu odmítli, proti bylo 179 ze 186 hlasujících. V listopadu 2018 byla nedaleko lokality Na Skalním vztyčena pamětní deska, která vyobrazuje odmítavý text ke stavbě hlubinného úložiště.
Lokalita byla v roce 2020 vyřazena z vybraných míst.

## Vybavenost obce a zajímavosti

### Sportovní vyžití
V obci je místní fotbalový klub Hajduk Lipník, z.s. (dříve TJ SOKOL Lipník). Hajduk má 100 aktivních členů. Od sezony 2019/20 hrají hráči dorostu krajský přebor.

### Kultura
Na hrázi Silničního rybníka na jižním okraji obce se natáčela část filmu Postřižiny.

## Politika
V letech 2006–2010 působil jako starosta Ing. Karel Pléha, od roku 2010 do roku 2014 tuto funkci zastával Josef Novotný, od roku 2014 do roku 2022 funkci vykonával Miroslav Svoboda a od roku 2022 funkci starosty zastává Bc. Petr Sameš.

### Volby do Poslanecké sněmovny
|       | 2006                | 2010                | 2013                | 2017                | 2021                |
| ----- | ------------------- | ------------------- | ------------------- | ------------------- | ------------------- |
| 1.    | ČSSD (29,21 %)      | KSČM (28,03 %)      | KSČM (28,57 %)      | ANO (29,64 %)       | ANO (27,65 %)       |
| 2.    | KSČM (29,21 %)      | ČSSD (15,88 %)      | ANO 2011 (24,63 %)  | KSČM (19,59 %)      | SPOLU (23,4 %)      |
| 3.    | ODS (19,66 %)       | ODS (14,48 %)       | KDU-ČSL (13,79 %)   | KDU-ČSL (11,55 %)   | SPD (15,31 %)       |
| účast | 68,73 % (178 z 259) | 75,35 % (214 z 284) | 67,77 % (204 z 301) | 67,79 % (202 z 298) | 74,45 % (236 z 317) |

### Volby do krajského zastupitelstva
|      | 1.             | 2.                       | 3.                          | účast               |
| ---- | -------------- | ------------------------ | --------------------------- | ------------------- |
| 2000 | KSČM (30 %)    | 4KOALICE (28,18 %)       | SV (10 %)                   | 47,36 % (117 z 247) |
| 2004 | KSČM (41,17 %) | KDU-ČSL (24,5 %)         | ČSSD (13,72 %)              | 39,08 % (102 z 261) |
| 2008 | KSČM (32,08 %) | ČSSD (28,35 %)           | KDU-ČSL (17,16 %)           | 48,2 % (134 z 278)  |
| 2012 | KSČM (36,44 %) | ČSSD (17,79 %)           | KDU-ČSL (15,25 %)           | 41,47 % (123 z 299) |
| 2016 | KSČM (22,46 %) | ANO 2011 (18,11 %)       | KDU-ČSL (14,49 %)           | 46,49 % (139 z 299) |
| 2020 | ANO (21,27 %)  | KDU-ČSL (19,14 %)        | Piráti (12,05 %)            | 45,54 % (143 z 314) |
| 2024 | ANO (31,38 %)  | ODS+TOP 09+STO (24,08 %) | SPD+Trikolora+PRO (10,94 %) | 44,06 % (140 z 320) |

### Prezidentské volby
V prvním kole prezidentských voleb v roce 2013 první místo obsadil Miloš Zeman (65 hlasů), druhé místo obsadil Jan Fischer (47 hlasů) a třetí místo obsadil Jiří Dienstbier (37 hlasů). Volební účast byla 74,09 %, tj. 223 ze 301 oprávněných voličů. V druhém kole prezidentských voleb v roce 2013 první místo obsadil Miloš Zeman (171 hlasů) a druhé místo obsadil Karel Schwarzenberg (61 hlasů). Volební účast byla 77,15 %, tj. 233 ze 302 oprávněných voličů.
V prvním kole prezidentských voleb v roce 2018 první místo obsadil Miloš Zeman (104 hlasů), druhé místo obsadil Jiří Drahoš (54 hlasů) a třetí místo obsadil Pavel Fischer (19 hlasů). Volební účast byla 73,84 %, tj. 223 ze 302 oprávněných voličů. V druhém kole prezidentských voleb v roce 2018 první místo obsadil Miloš Zeman (154 hlasů) a druhé místo obsadil Jiří Drahoš (79 hlasů). Volební účast byla 77,93 %, tj. 233 ze 299 oprávněných voličů.
V prvním kole prezidentských voleb v roce 2023 první místo obsadil Andrej Babiš (88 hlasů), druhé místo obsadil Petr Pavel (77 hlasů) a třetí místo obsadila Danuše Nerudová (29 hlasů). Volební účast byla 78,40 %, tj. 254 ze 324 oprávněných voličů. V druhém kole prezidentských voleb v roce 2023 první místo obsadil Petr Pavel (133 hlasů) a druhé místo obsadil Andrej Babiš (113 hlasů). Volební účast byla 76,31 %, tj. 248 ze 325 oprávněných voličů.

## Pamětihodnosti
- Kostel svatého Jana Křtitele
- Pamětní deska Josefu Hlouchovi v kostele sv. Jana Křtitele[37]

## Osobnosti
- Josef Hlouch (1902–1972), teolog, kněz, českobudějovický biskup, pedagog, profesor
- Václav Hlouch (1933–2008), kněz
- Ludmila Klukanová (* 1936), spisovatelka
- Josef Ošmera (1874–1928), právník a finančník
- Stanislav Ošmera (1943–1984), zoolog a hydrobiolog